# Liriomyza blechi
Liriomyza blechi är en tvåvingeart som beskrevs av Spencer 1973. Liriomyza blechi ingår i släktet Liriomyza och familjen minerarflugor. Inga underarter finns listade i Catalogue of Life.